# アントス

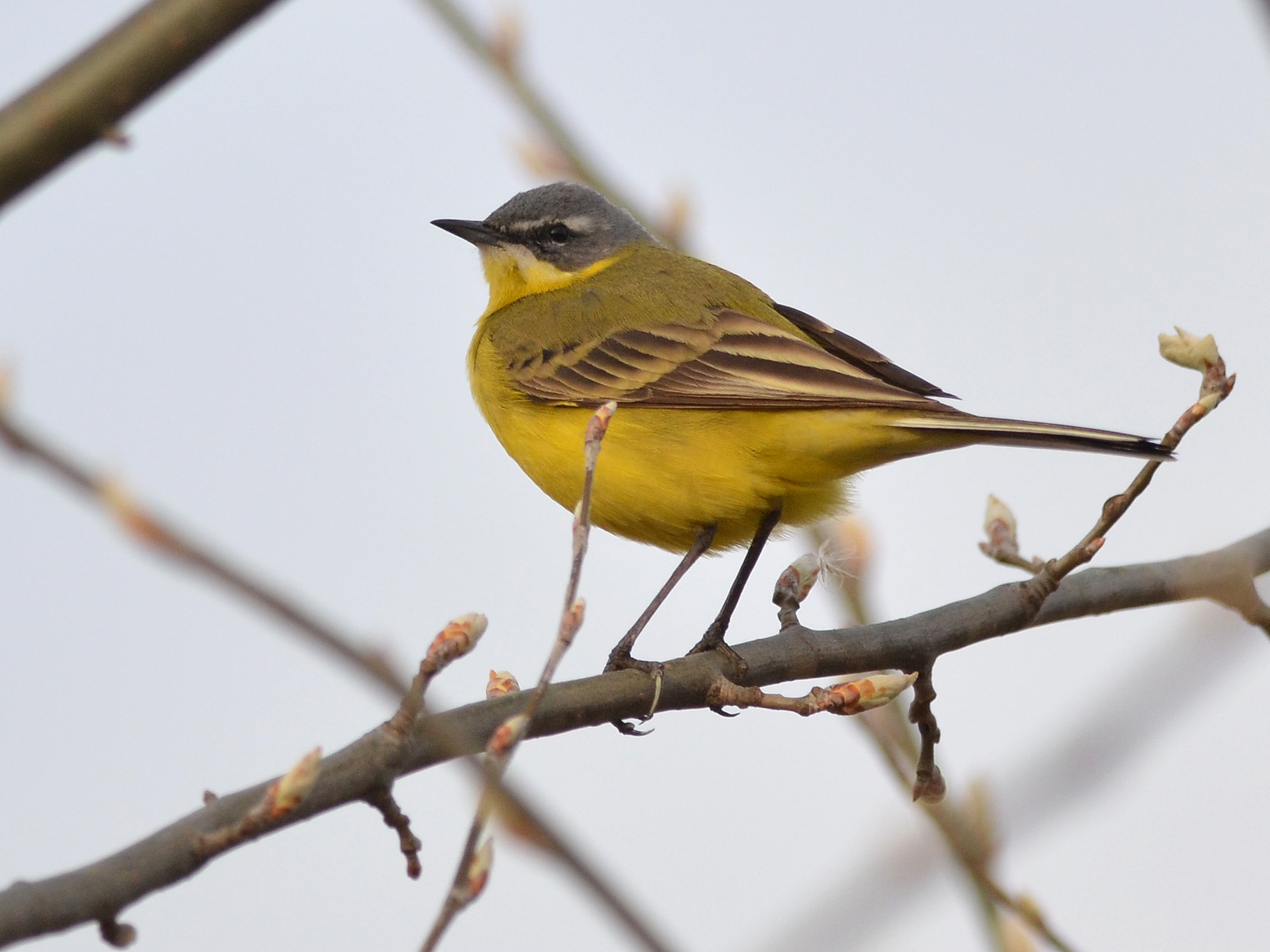
ツメナガセキレイ。

アントス（古希: Ἄνθος, Anthos）は、ギリシア神話の人物である。「セキレイ」の意。
- アウトノオスの子
- カラウレイア島（英語版）の王

が知られている。以下に説明する。

## アウトノオスの子
このアントスは、メラネウスの子アウトノオスとヒッポダメイアの子で、エローディオス、スコイネウス、アカントス、アカンティスと兄弟。
ボイオスの『鳥類の系譜』に基づくアントーニーヌス・リーベラーリスの物語によると、アントスの父アウトノオスは広大な土地の所有者であった。また馬の大群を牧場で飼育しており、妻と子供たちがその世話をしていた。とりわけ長男のエローディオスは馬をこよなく愛し、熱心に馬の世話をした。ところがあるとき、弟のアントスは馬の群れを牧場の外に追い出した。馬たちは草を食べることができず、空腹で怒り狂い、アントスを食い殺した。彼の家族はこの出来事に驚き、アントスの死を深く嘆いたため、ゼウスとアポローンは彼らを鳥に変えた。すなわち、アウトノオスをサギに、ヒッポダメイアをカンムリヒバリに、子供たちは生前と同じ名前の鳥に、エローディオス（サギ）、アントス（セキレイ）、スコイネウス（不明）、アカントス（不明）、アカンテュリス（不明）になった。
なお、アリストテレースは『動物誌』の中でセキレイが馬と敵対関係にあると述べている。それによると、セキレイが草を食べ、また馬の鳴き声をまねて鳴き、馬の周りを飛んで怖がらせるため、馬はセキレイを牧場から追い出し、捕えると殺すという。アントーニーヌスの物語はこの記述と関係があると見なされている。

## カラウレイア島の王
このアントスは、サロニカ湾の島カラウレイアの王である。ヒュペレーの兄。アリストテレースによると、当時エイレーネーと呼ばれていた島に定住し、島をアンテードニアあるいはヒュペレイアと呼んだ。ムナシゲイトーンによるとアントスは幼い頃に攫われて行方不明になった。妹のヒュペレーは兄を捜し歩いてテッサリアー地方のペライ王アカストスの王宮を訪れ、王に酌をする奴隷となっていたアントスを発見したという。